# Тънкото
Тънкото е село в Южна България. То се намира в община Мадан, област Смолян.

## География
Село Тънкото се намира в планински район.